# Sydney Olympic Park

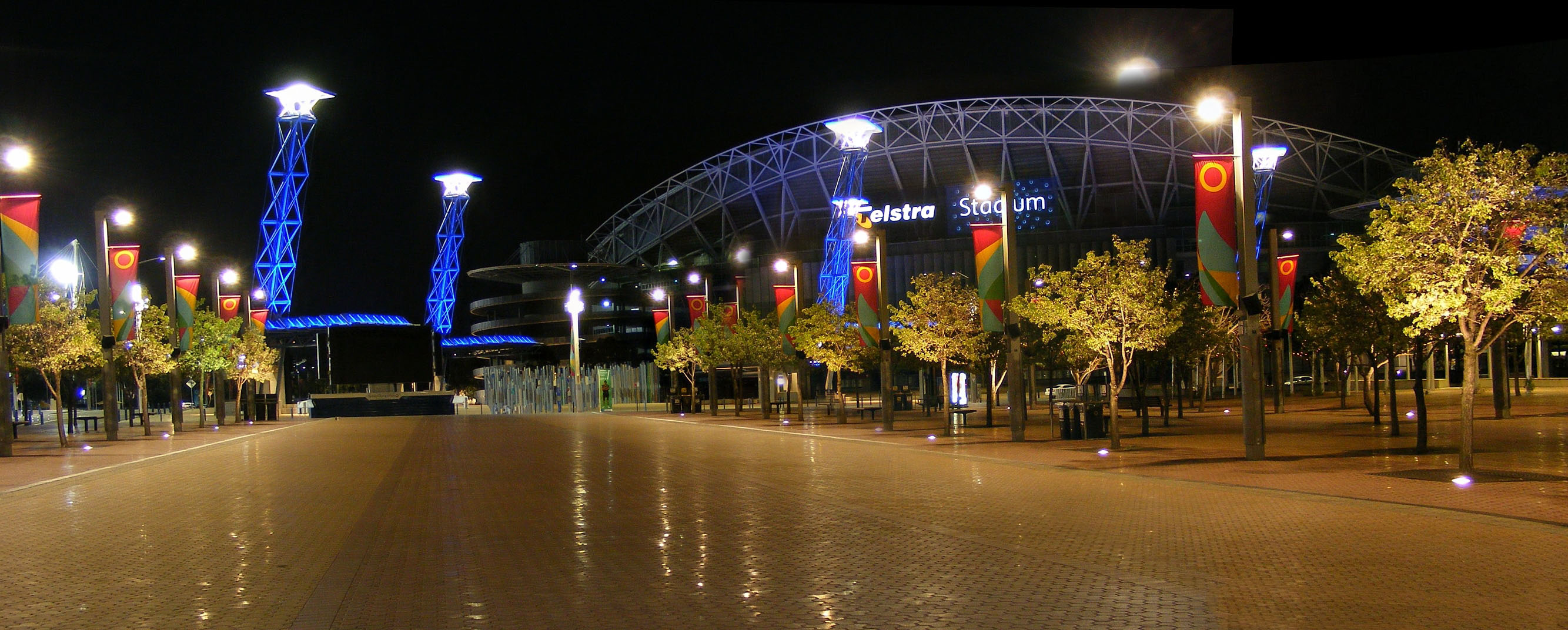
Sydney Olympic Park, ANZ Stadium di notte

Sydney Olympic Park è un parco olimpico di 640 ettari situato ad Homebush Bay, sobborgo 16 km ad ovest di Sydney, in Australia. Fu costruito per i Giochi della XXVII Olimpiade e continua ad essere usato per eventi sportivi e culturali: Sydney Royal Easter Show, Sydney Festival, Big Day Out e molti appuntamenti sportivi. Viene servito dalla linea ferroviaria Olympic Park e dalla stazione ferroviaria Olympic Park.
Il Sydney Olympic Park è gestito dalla Sydney Olympic Park Authority. Il sito era precedentemente stato individuato per un rinnovamento nell'area dell'Homebush Bay; ma la candidatura olimpica australiana cambiò nettamente i piani.

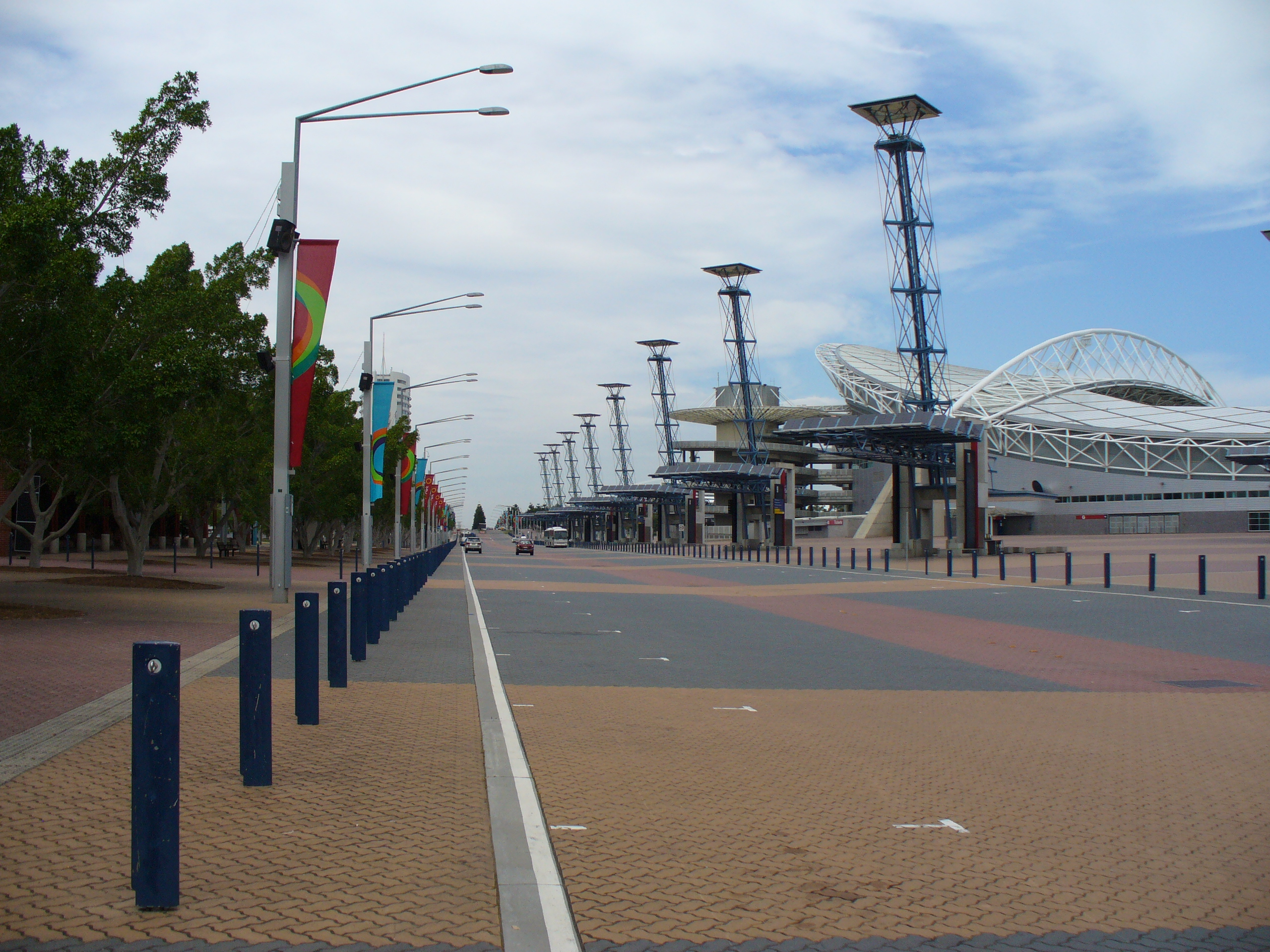
Guardando ad est lungo l'Olympic Boulevard

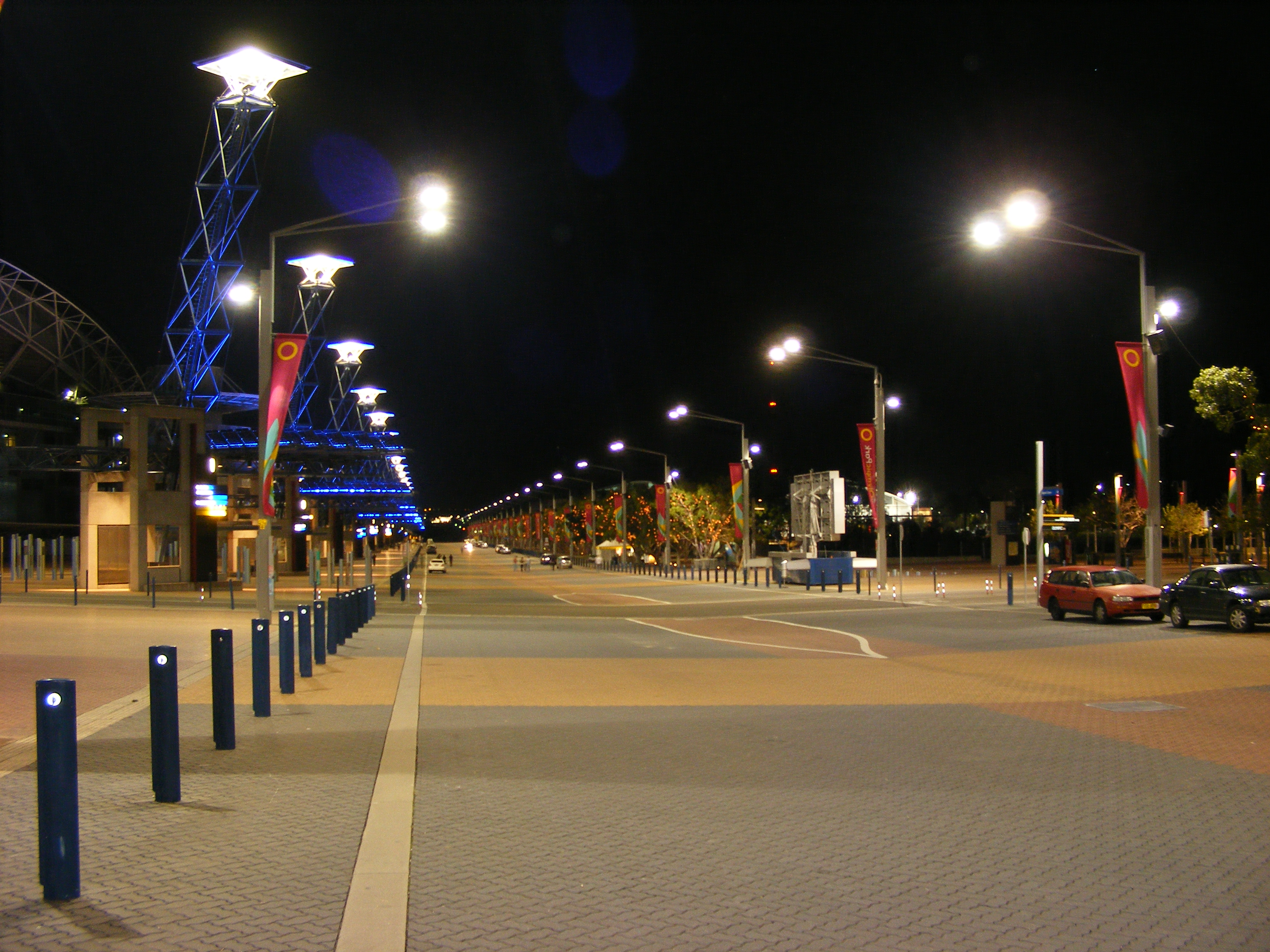
Guardando ad ovest lungo l'Olympic Boulevard

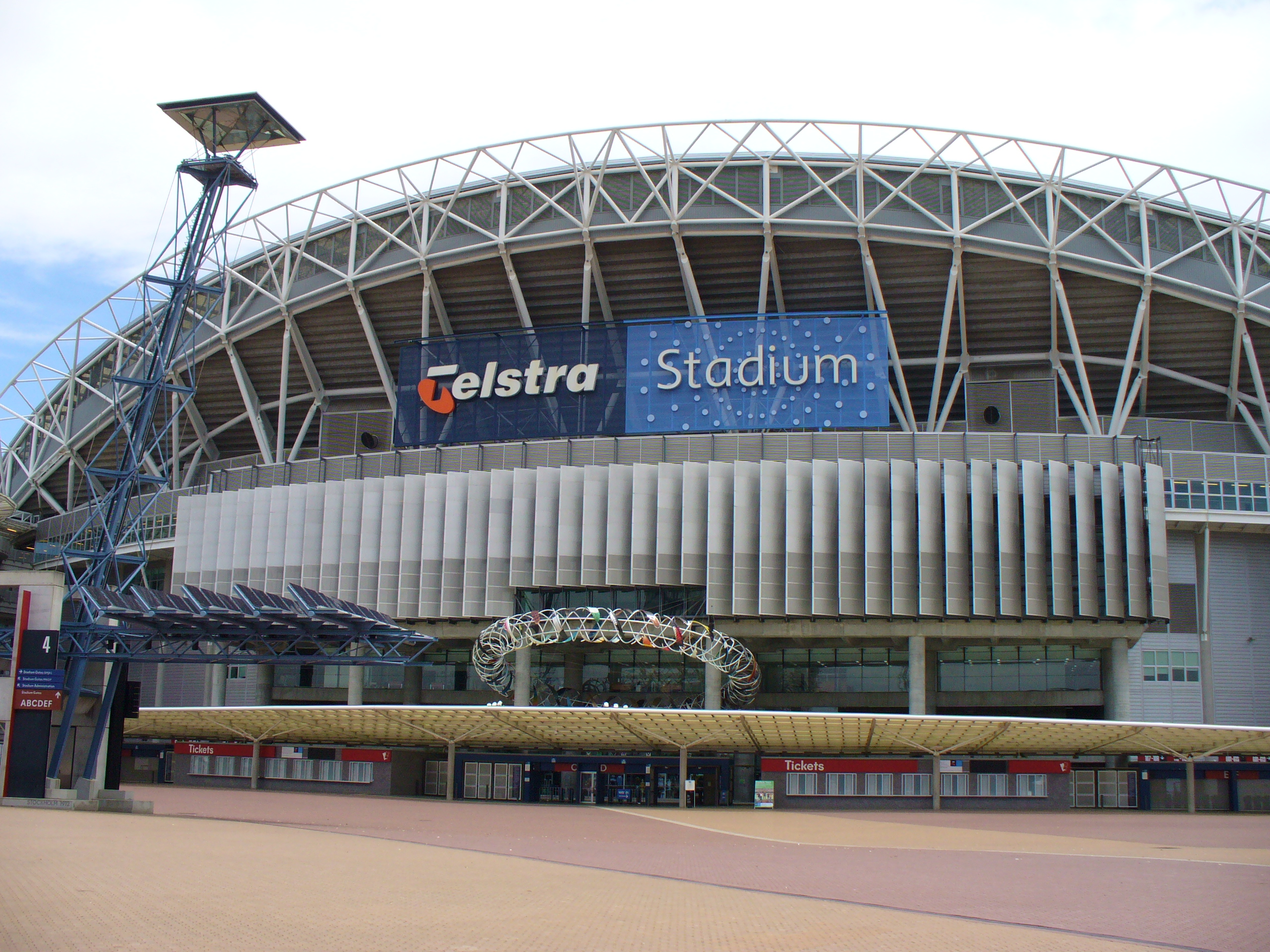
ANZ Stadium (ex Telstra Stadium)

## Storia
Il clan dei Wann-gal degli indigeni australiani abitava l'area prima dell'insediamento britannico. L'area fu chiamata "The Flats" da una spedizione esplorativa dopo l'arrivo della Prima Flotta nel 1788. Divenne parte della Newington Estate nel 1807, che fu acquistata da John Blaxland. Nel XIX secolo il governo acquistò alcune terre per una donna anziana.
A metà degli anni'80 un'area delimitata da Australia Avenue e quelle che sono ora Herb Elliott Avenue e Sarah Durack Ave fu promossa come un 'technology park' chiamato Australia Centre. Comunque, a parte poche aziende ad alta tecnologia come AWA Microelectronics, BASF, Philips e Sanyo, l'idea non ebbe seguito e l'Australian Technology Park è ora ad Eveleigh. Dieci anni dopo è divenuto sito olimpico.
Prima della sua trasformazione una grossa parte dell'Olympic Park era una zona industriale abbandonata, dopo più di un secolo di sfruttamento. Il sito era una volta casa per produzione di mattoni, mattatoi, un deposito di armi, oltre ad essere una delle discariche di Sydney.
Con il completamento con successo dei Giochi olimpici, il Sydney Olympic Park ha subito un significativo lavoro di sviluppo per supportarne la conversione in una struttura multifunzionale con alcune aziende che si sono ricollocate nell'area. In aggiunta il piano di lungo termine per l'area prevede che il luogo diventi casa per 16500 persone con altri 24000 lavoratori e studenti a fare il pendolare quotidianamente.
Il parco è anche la casa per un importante programma artistico e culturale, con frequenti eventi, l'Armory Gallery che è la più grande singola stanza adibita a spazio permanente per la mostra di arte nell'emisfero Sud, un nuovo teatro e uno studio artistico a Newington Armory.
Inoltre sono stati costruiti o sono in costruzione hotel di alcune delle più importanti catene alberghiere mondiali, come Formule 1, Hotel Ibis e Novotel.

## Eventi
Attualmente sono più di 1800 gli eventi che vi si svolgono ogni anno, inclusi il Sydney Royal Easter Show, le partite di football australiano, rugby XIII e rugby XV all'ANZ Stadium, e meeting di atletica e nuoto. Ospita il festival musicale Big Day Out ed è stata la sede per concerti all'aperto all'interno del Sydney Festival.
La Newington Armory è il luogo per i festival musicali "Great Escape" ed "Acoustica at the Armory", entrambi nel weekend lungo di Pasqua. Alcune strutture hanno cambiato destinazione dal loro uso originario, come ad esempio lo stadio per il baseball, divenuto il Sydney Showground, l'ex Sydney Superdome è ora noto come Acer Arena e lo stadio olimpico è stato rinominato ANZ Stadium, seguendo il primo sponsor Telstra.

## Gestione
- fino al 1995 (sito preolimpico) - Homebush Bay Development Corporation
- 1995 - 2001 - Olympic Co-Ordination Authority
- 2001 fino ad oggi - Sydney Olympic Park Authority

## Strutture
- ANZ Stadium (ex Telstra Stadium e Stadium Australia, capacità 110,000 ai tempi dei Giochi, ora 83,500)
- Acer Arena (ex Sydney Superdome) (capacità: concerti 21,000 Basket 18,000; Ginnastica 15,000)
- Sydney Showground - casa del Sydney's Royal Easter Show
- Sydney Olympic Park Athletic Centre
- Sydney Olympic Park Aquatic Centre (capacità 17,500)
- Sydney Olympic Park Tennis Centre (capacità 16,200)
- Sydney Olympic Park Hockey Centre (capacità 15,000)
- Sydney Olympic Park Archery Centre (capacità 4,500)
- Sydney Olympic Park State Sports Centre (capacità 5,000)

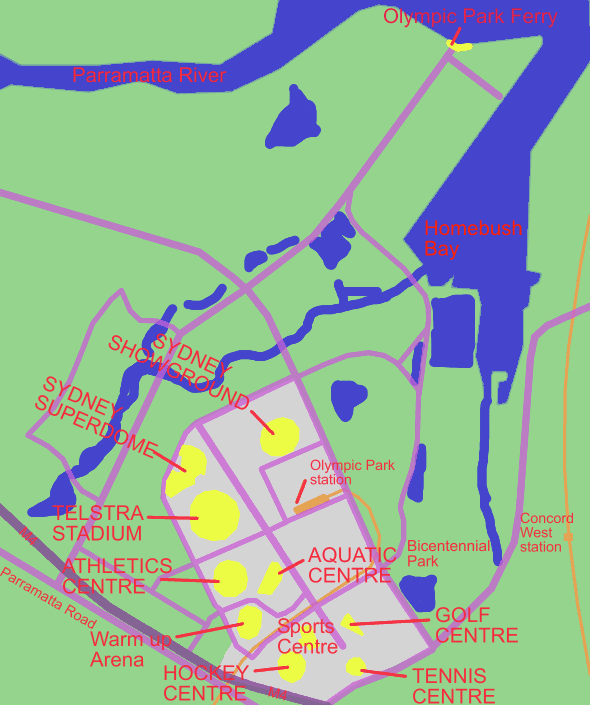
Mappa del sito olimpico

- Sydney Olympic Park Sports Halls

### Strutture non olimpiche
- Sydney Olympic Park Golf Centre
- Sydney Olympic Park Mountain X - Mountain Bike
- Monster Skate Park
- Armory Gallery
- Armory Theatre

### Alloggiamento
- Novotel ed Hotel Ibis, Sydney Olympic Park
- Sydney Olympic Park Lodge - Newington Armory
- Ex villaggio olimpico, ora sobborgo di Newington, Sydney

### Trasporti
- Olympic Park Railway Station
- Sydney Olympic Park Ferry Wharf, alla fine di Hill Road, è servita dalla Sydney Ferries.

### Parchi
- Bicentennial Park - 40 ettari di parco, aperto nel 1988 per celebrare il bicentenario australiano
- Wentworth Common
- Archery Park
- Blaxland Riverside Park lungo il Parramatta River
- 425 ettari di parco, attraverso il sito del Sydney Olympic Park

### Zone a velocità limitata
- Newington Armory - ex armeria per la Royal Australian Navy- accesso limitato agli eventi e alle domeniche di apertura
- Newington Nature Reserve

## Galleria d'immagini

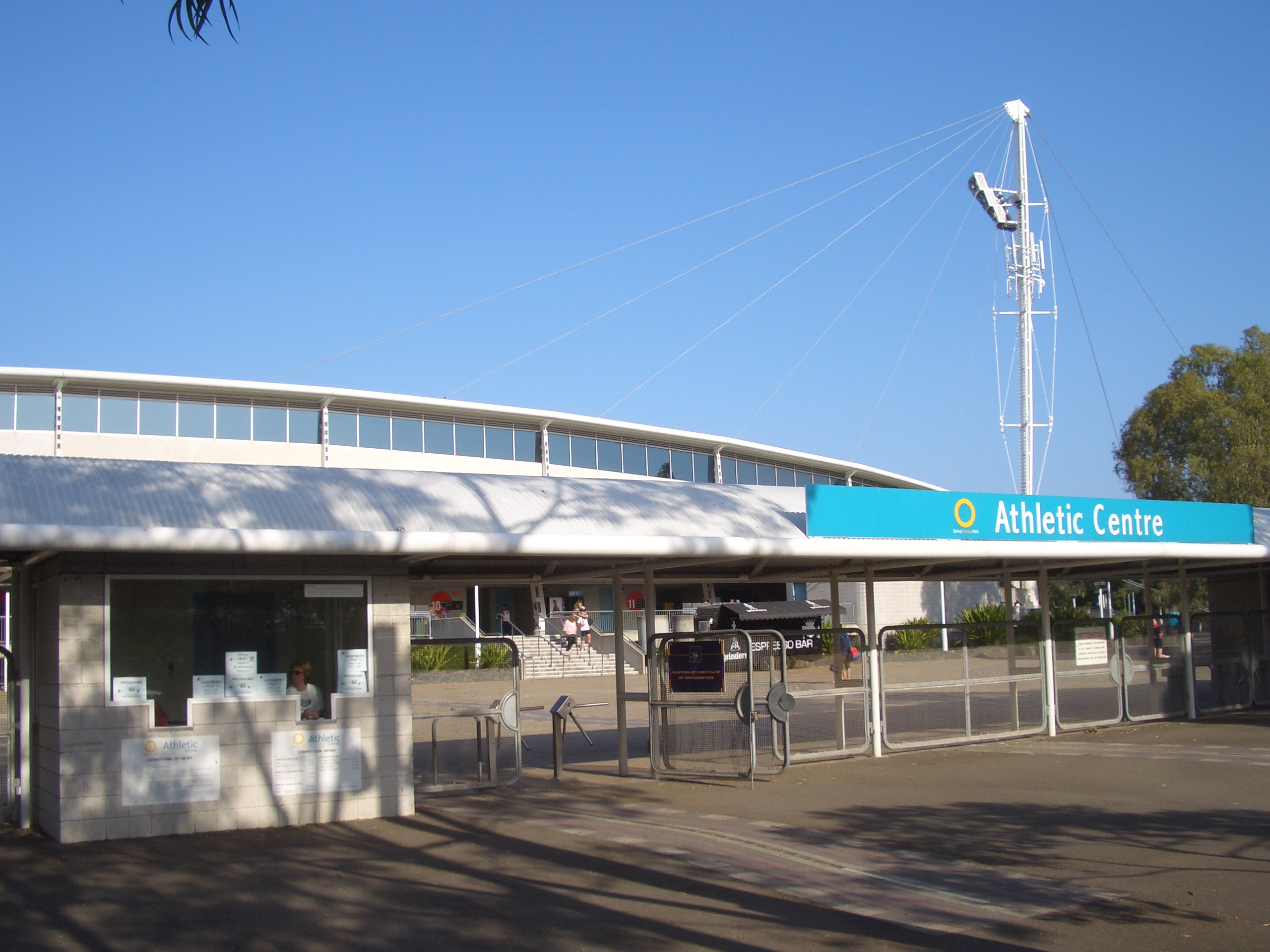
Athletics Centre
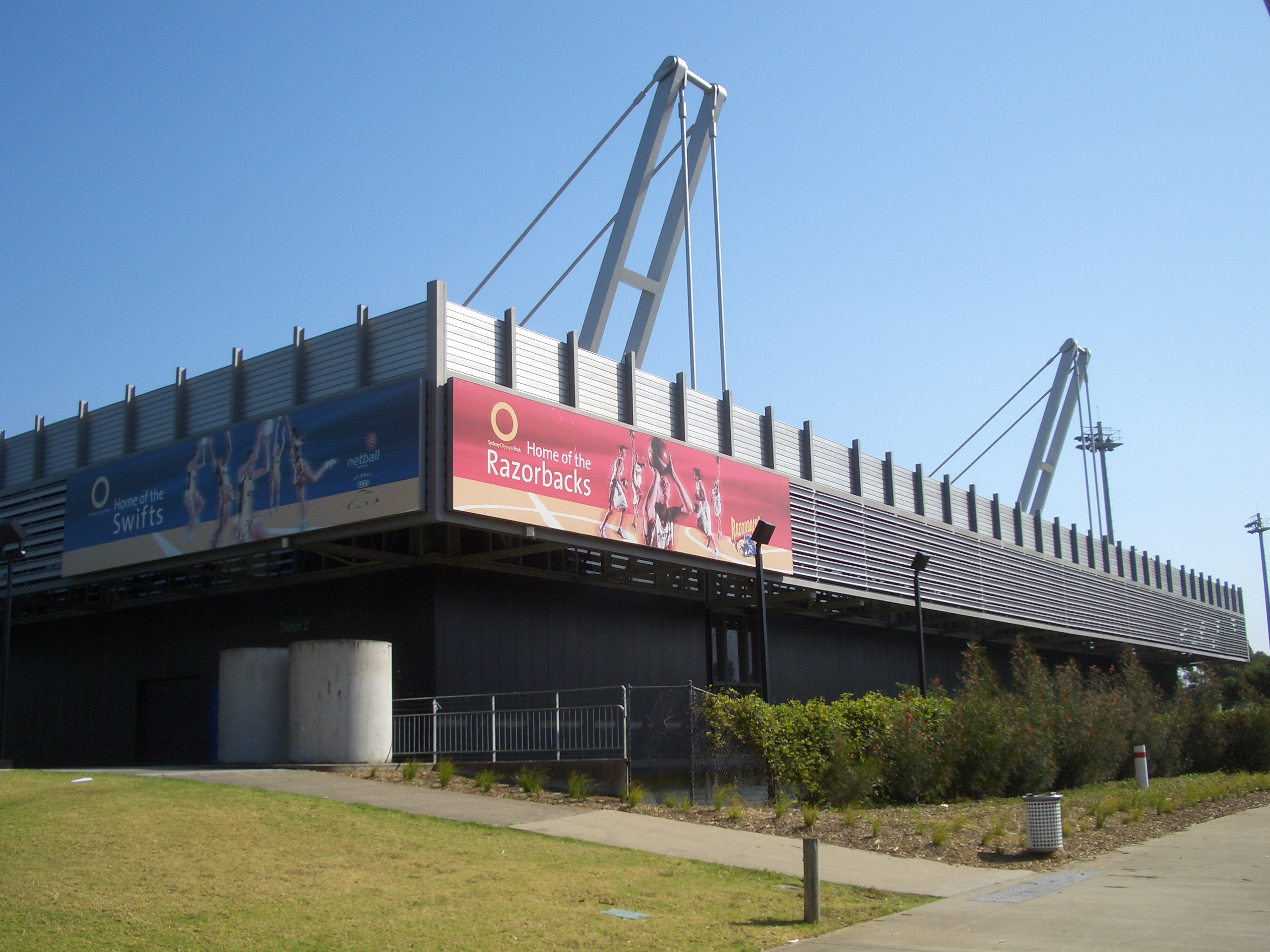
Basketball Centre
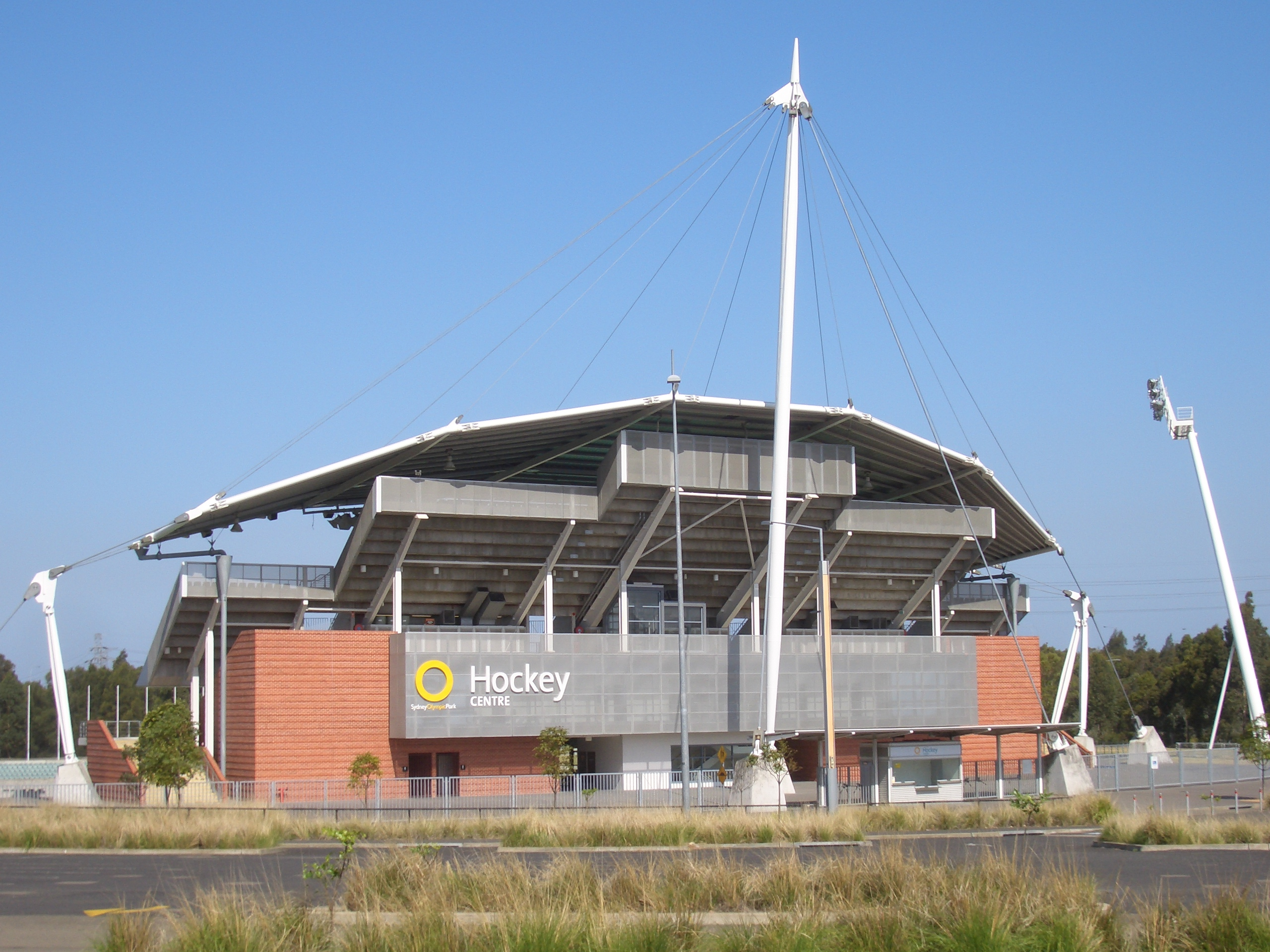
Hockey Centre
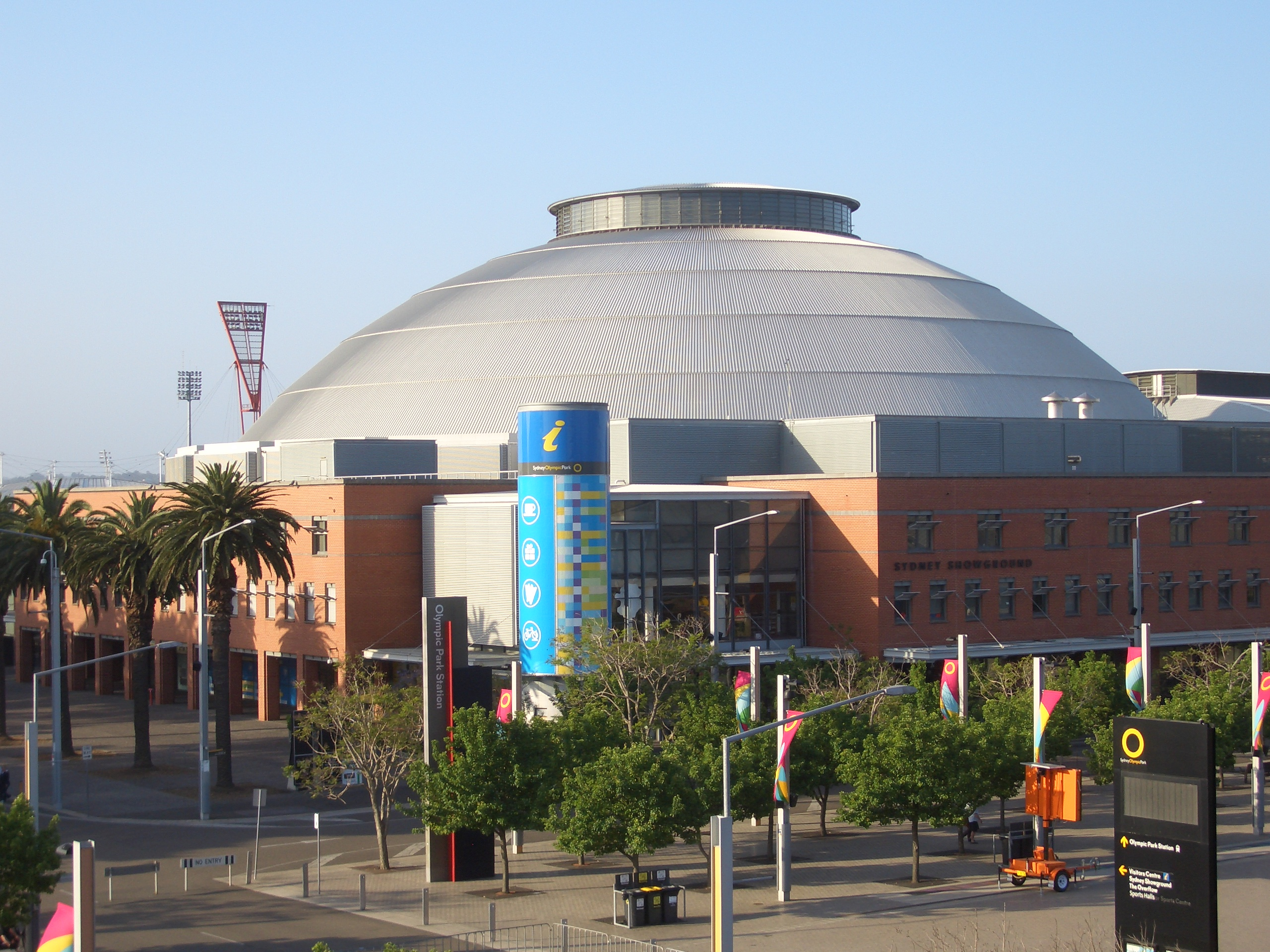
Showground Hall
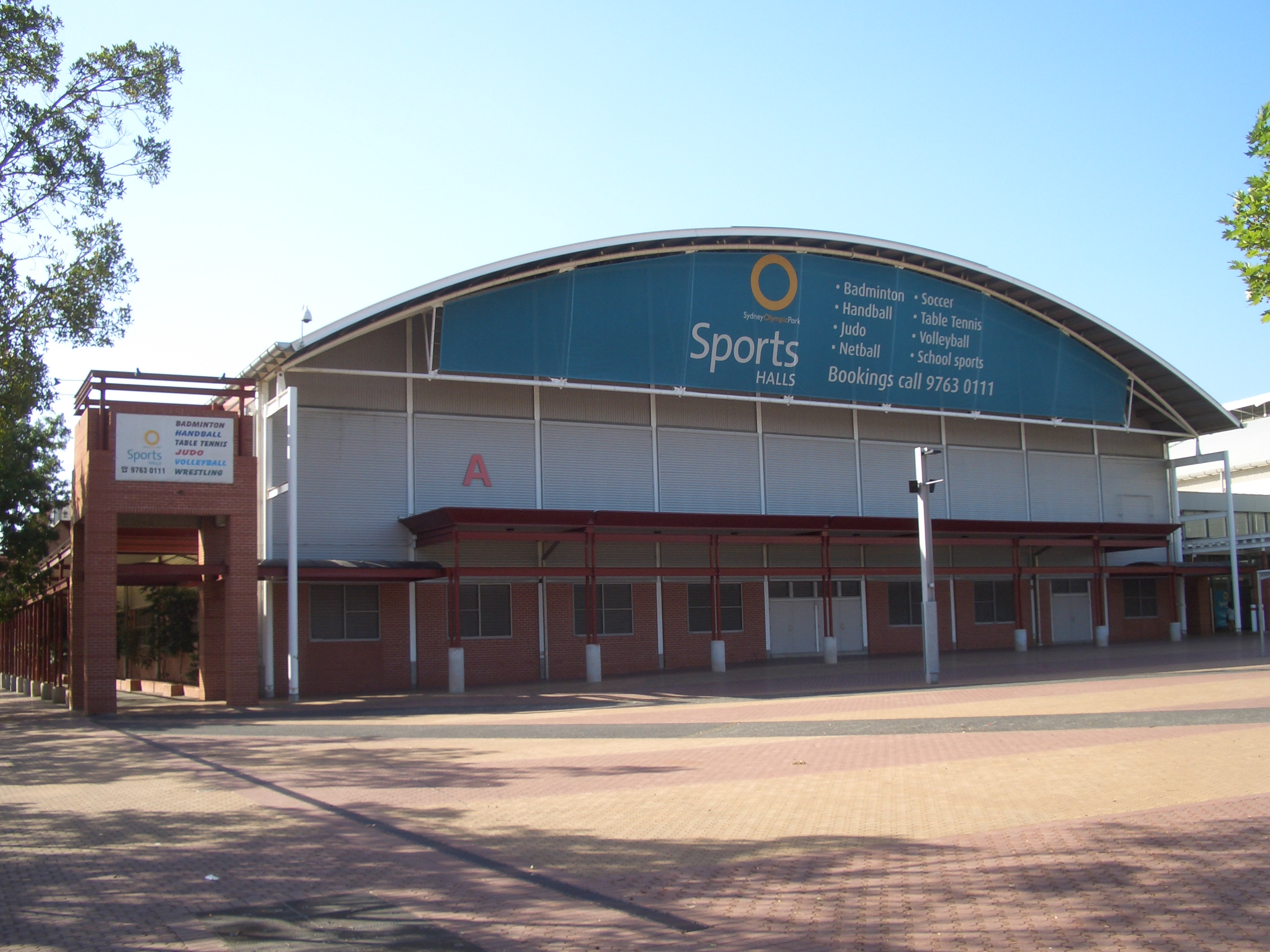
Sports Halls
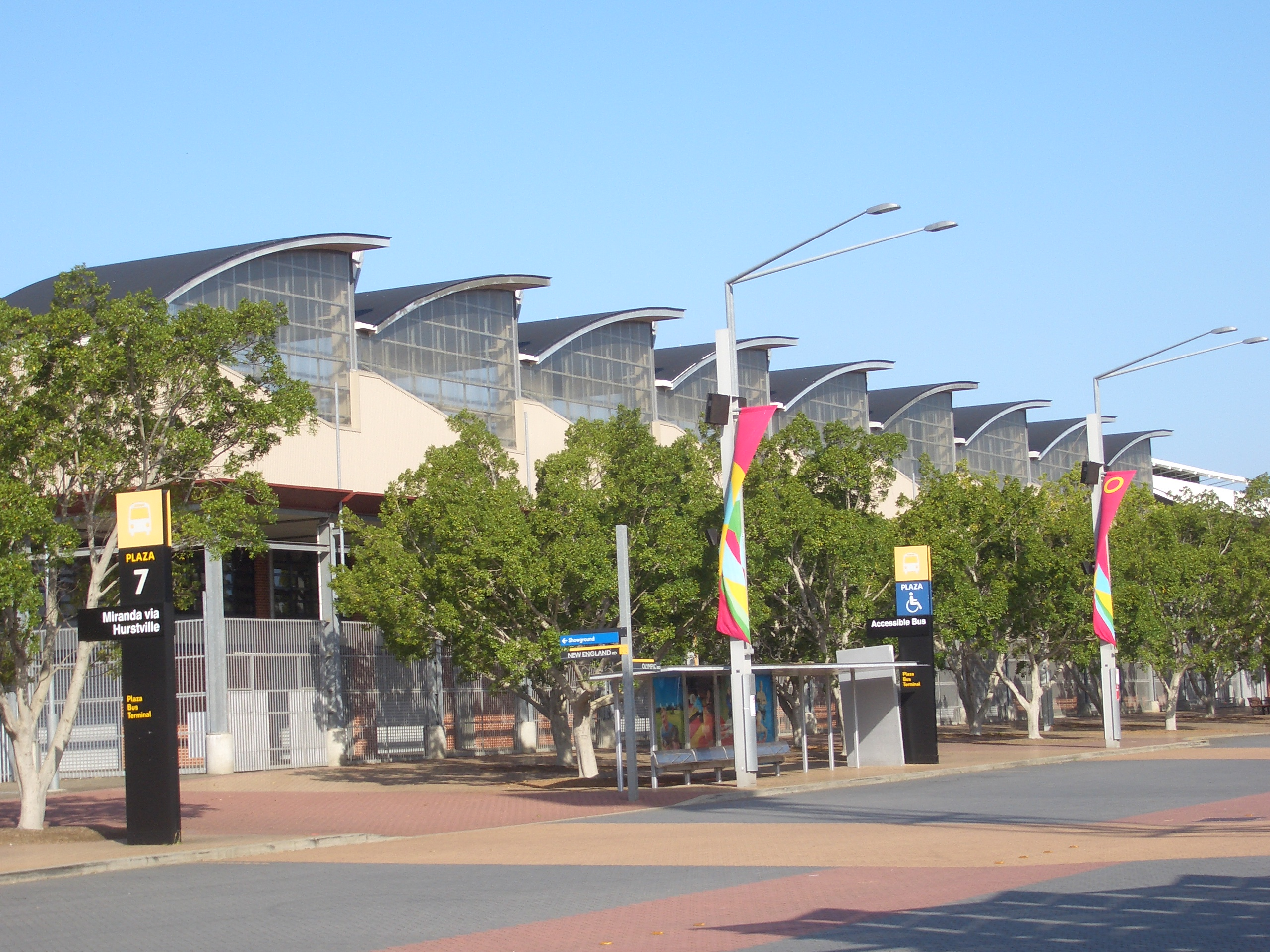
Sports Halls
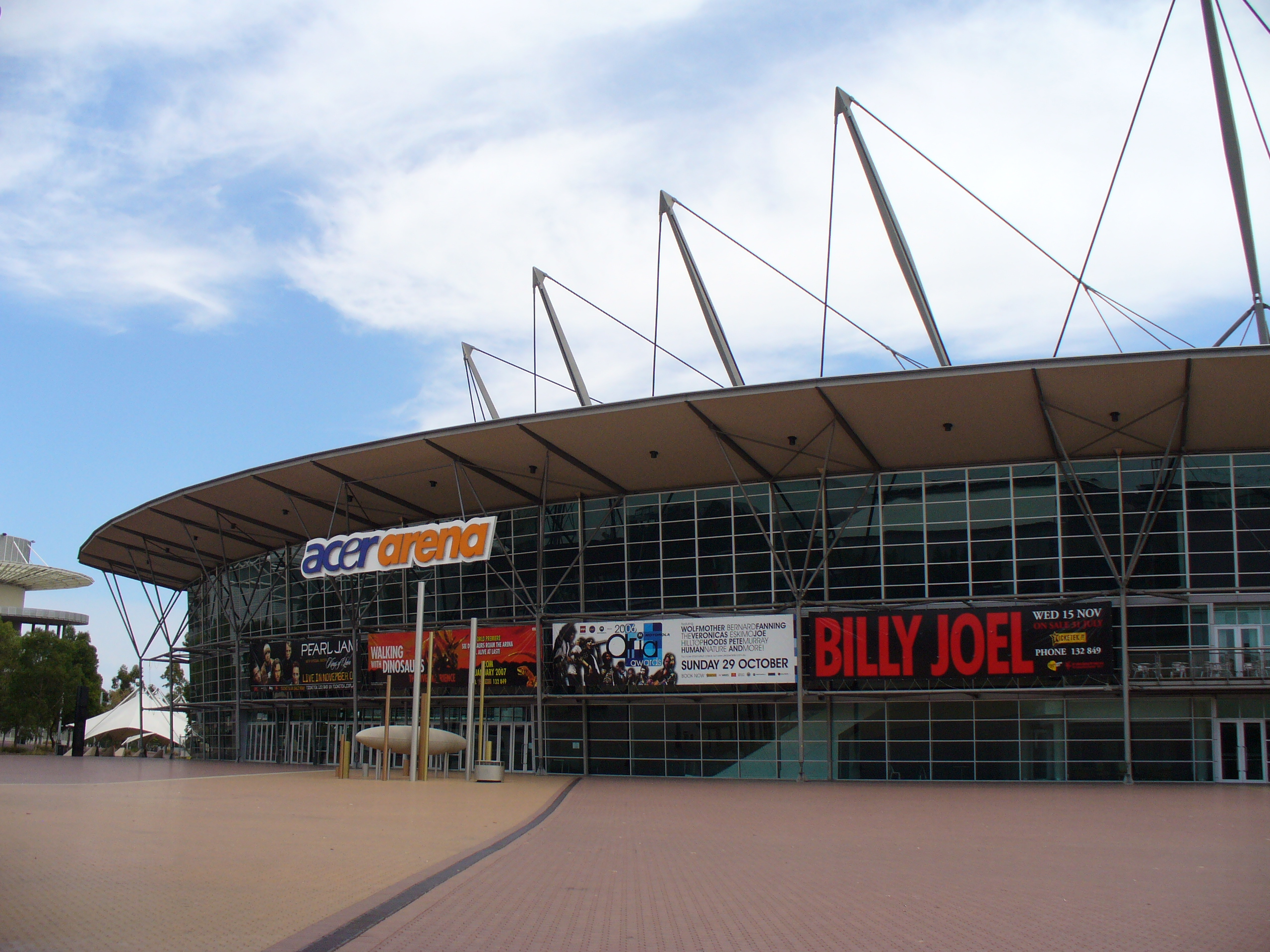
Sydney Superdome
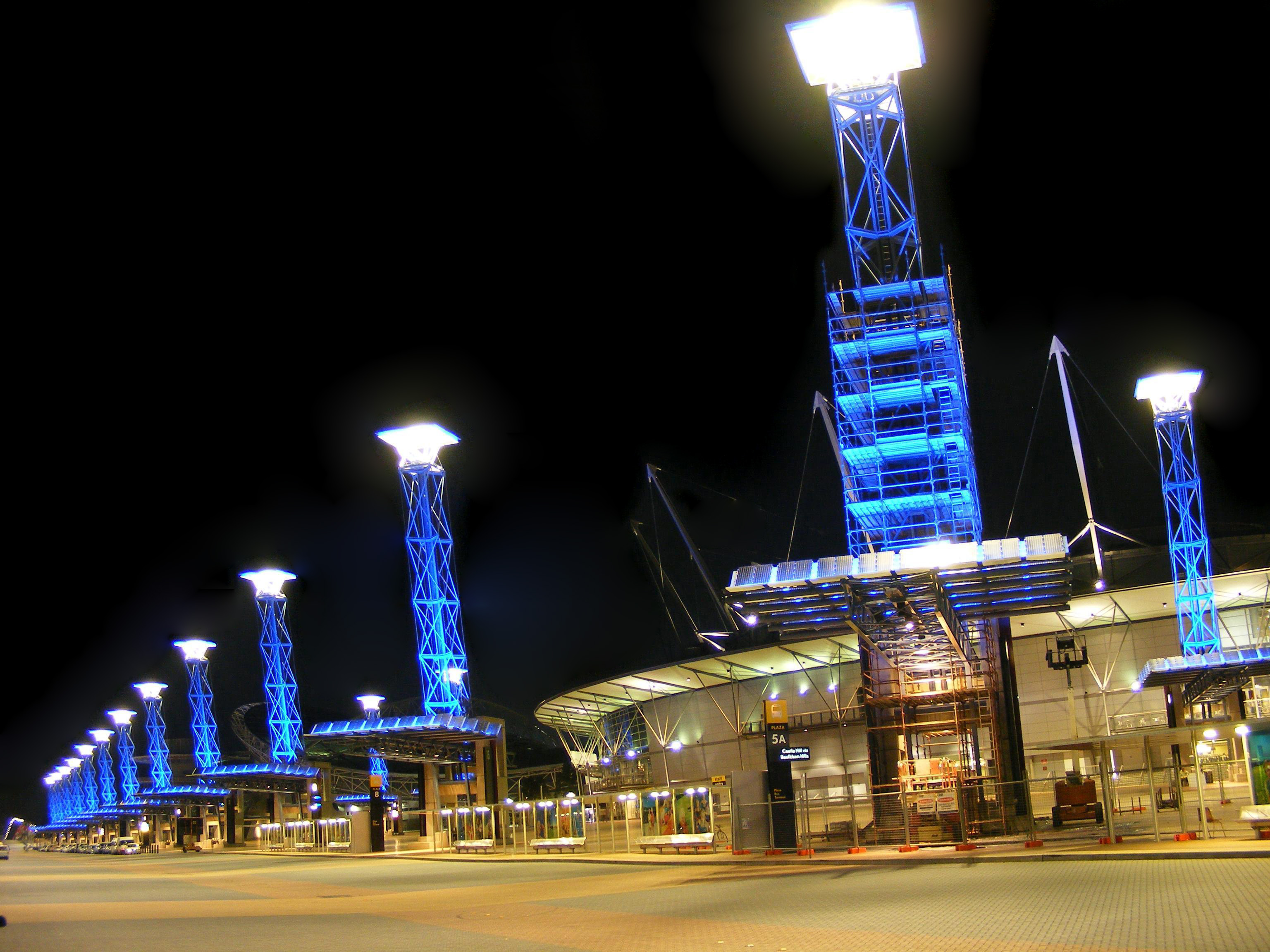
Olympic Boulevard di notte
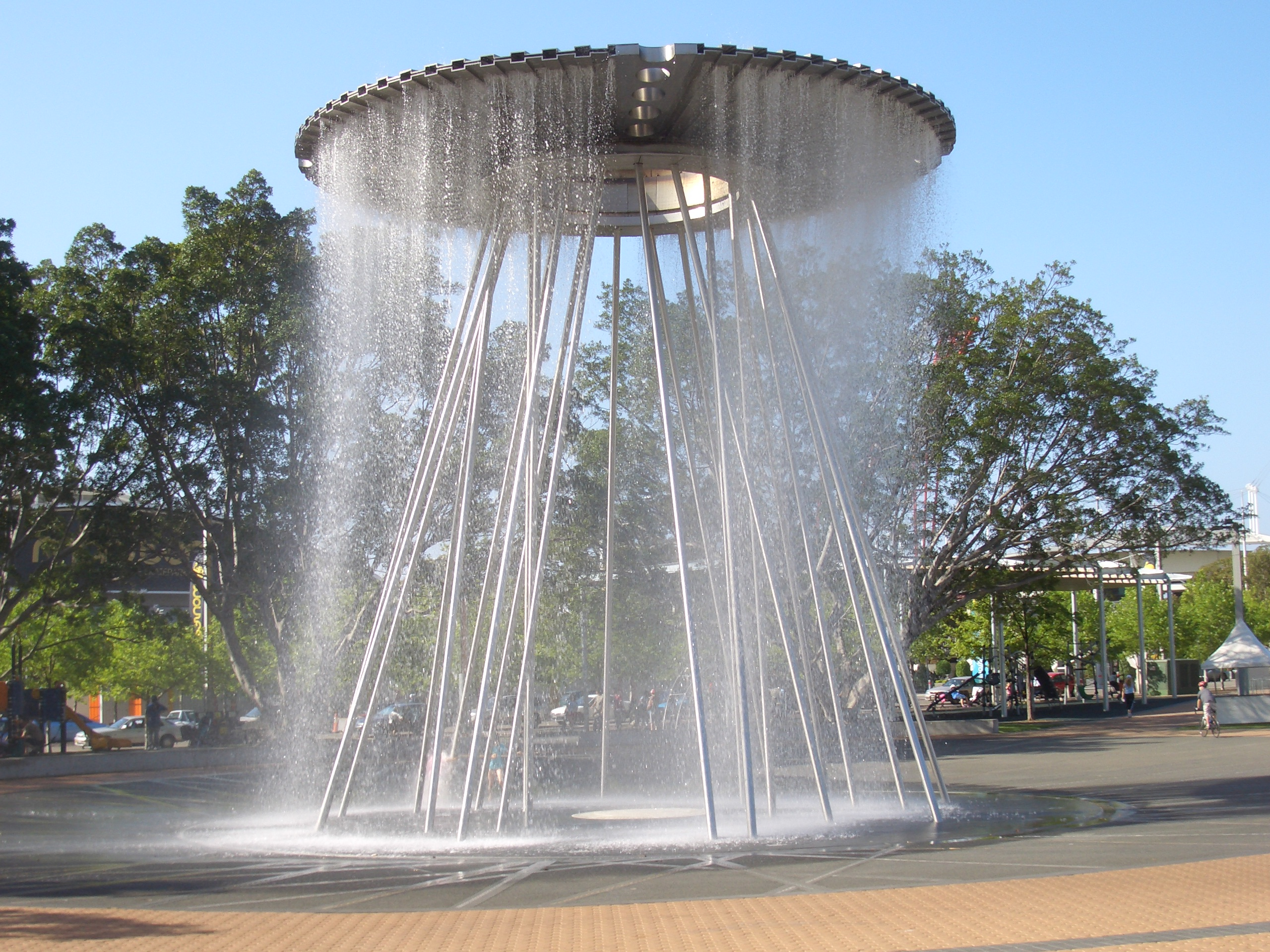
Calderon convertito in fontana
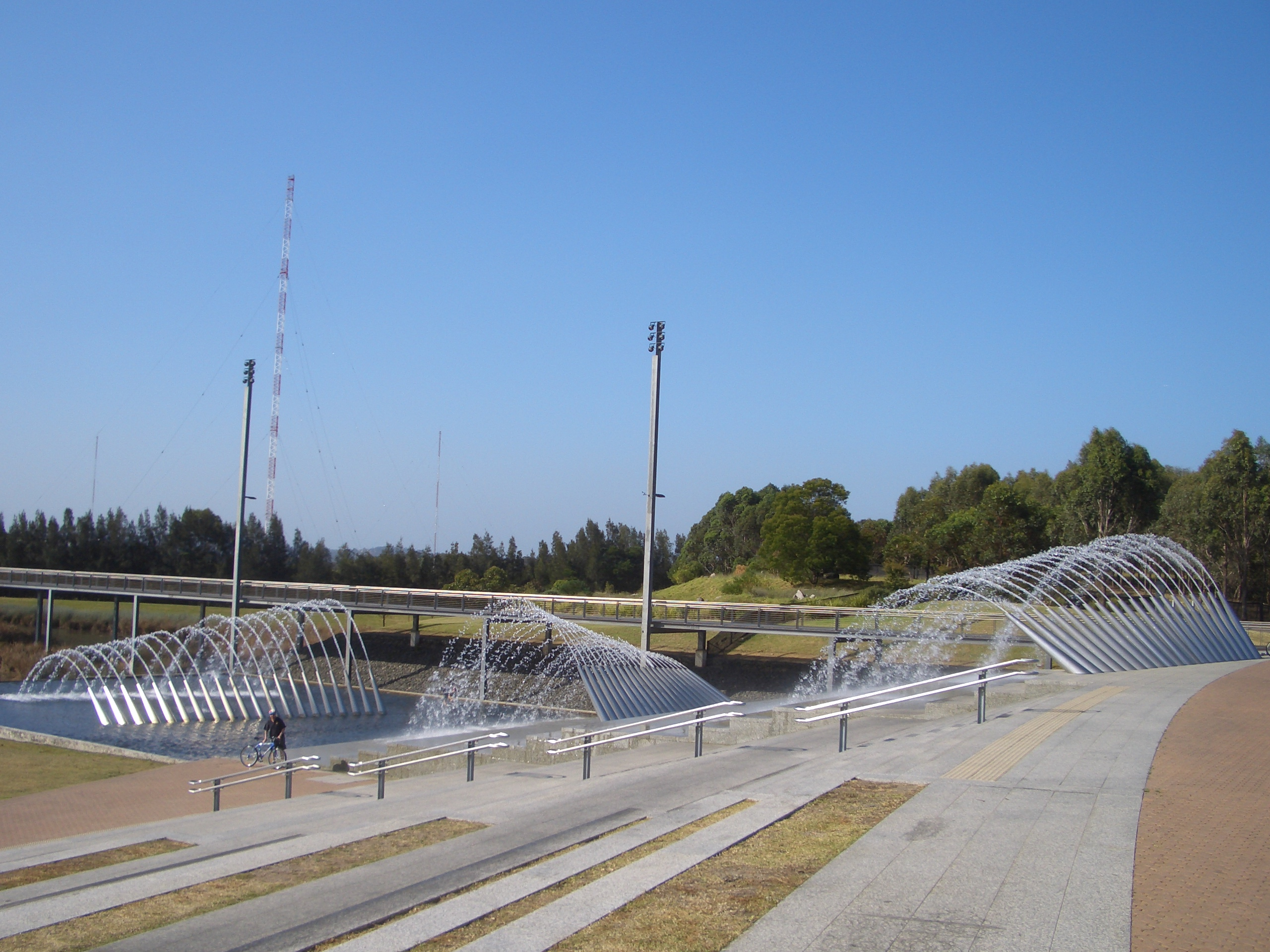
Fontana sul pendio ovest
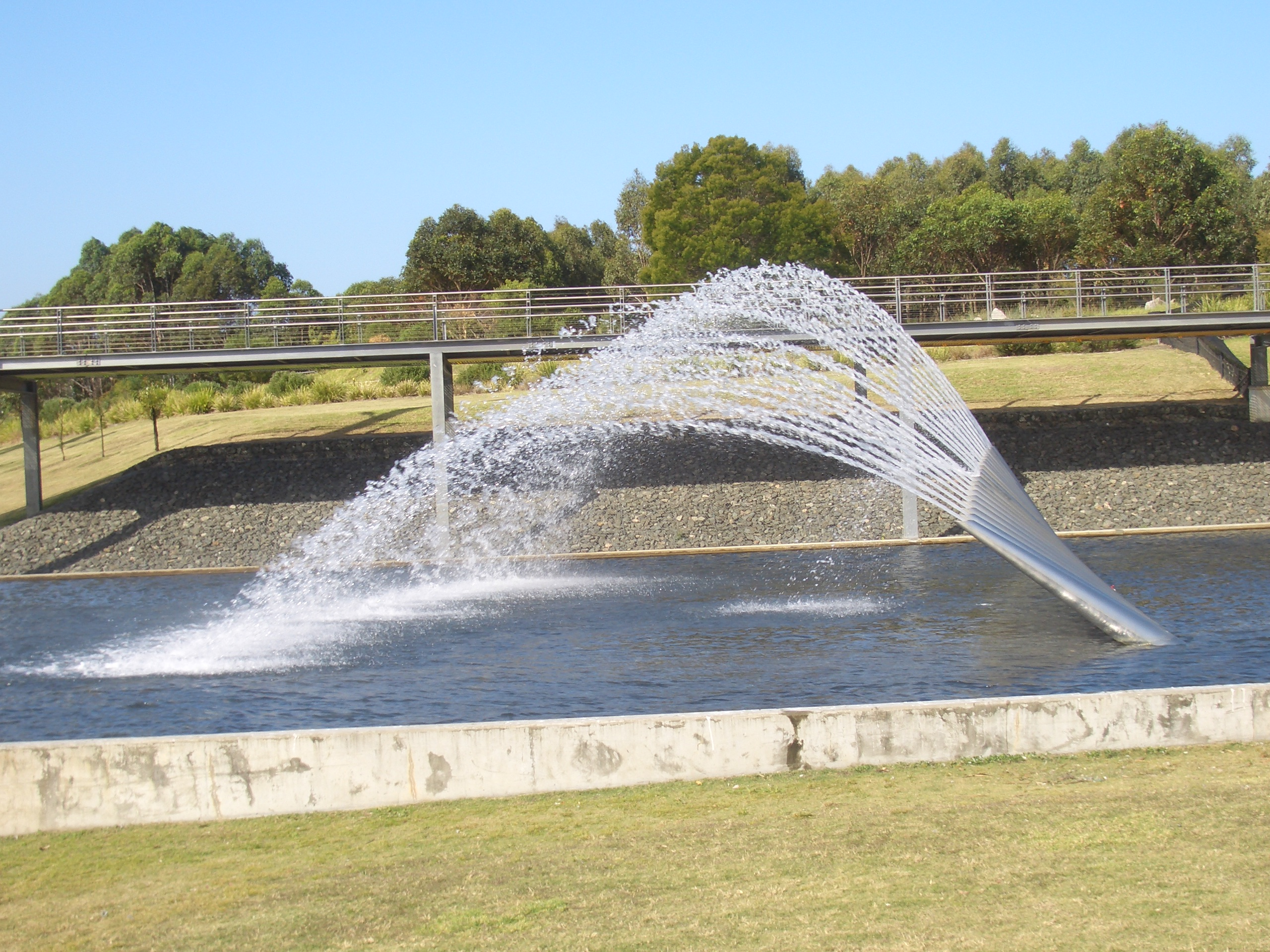
Fontana e passeggiata per il punto di osservazione di Haslems Creek
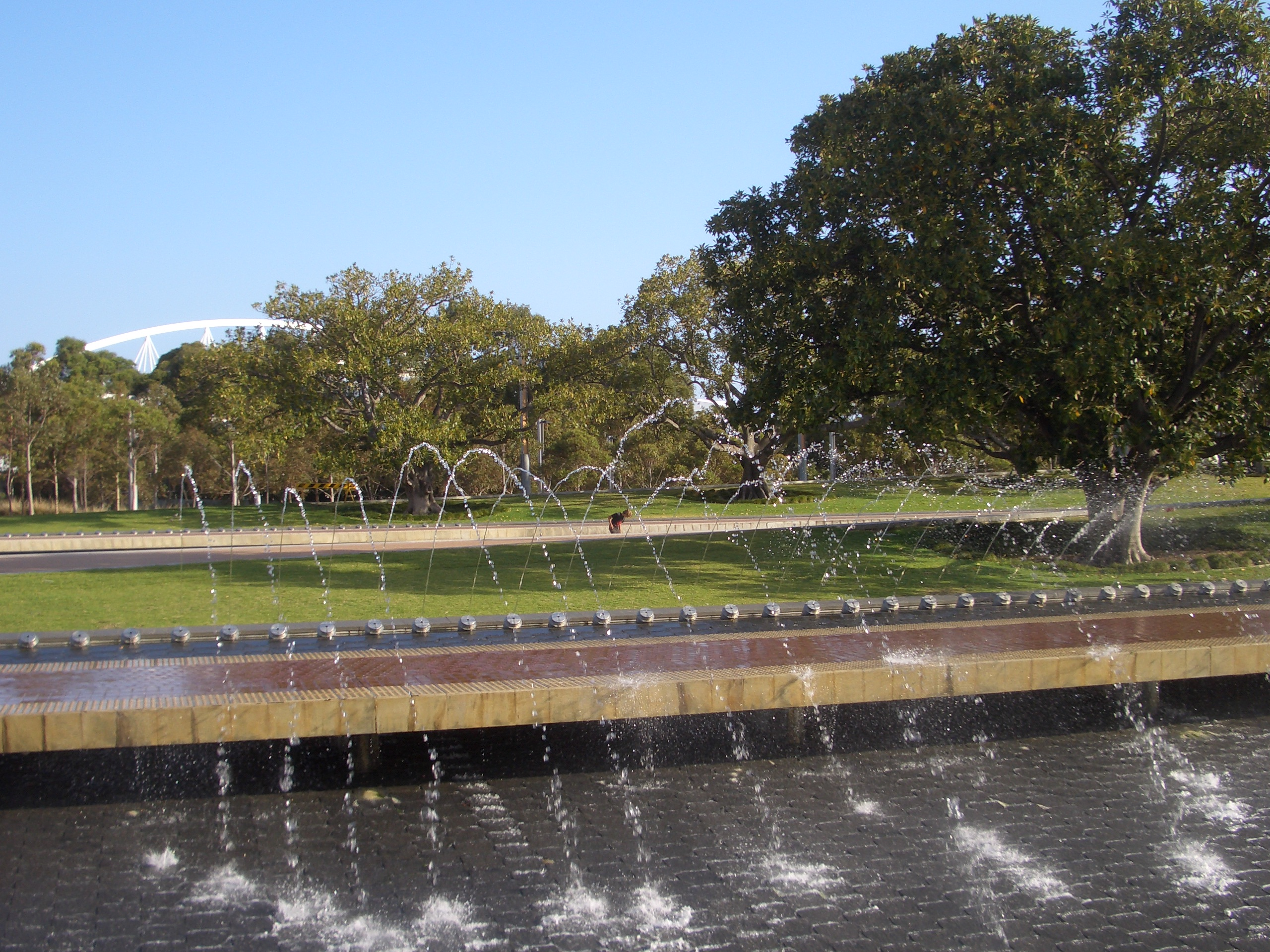
Fontana vicino Stadium Australia
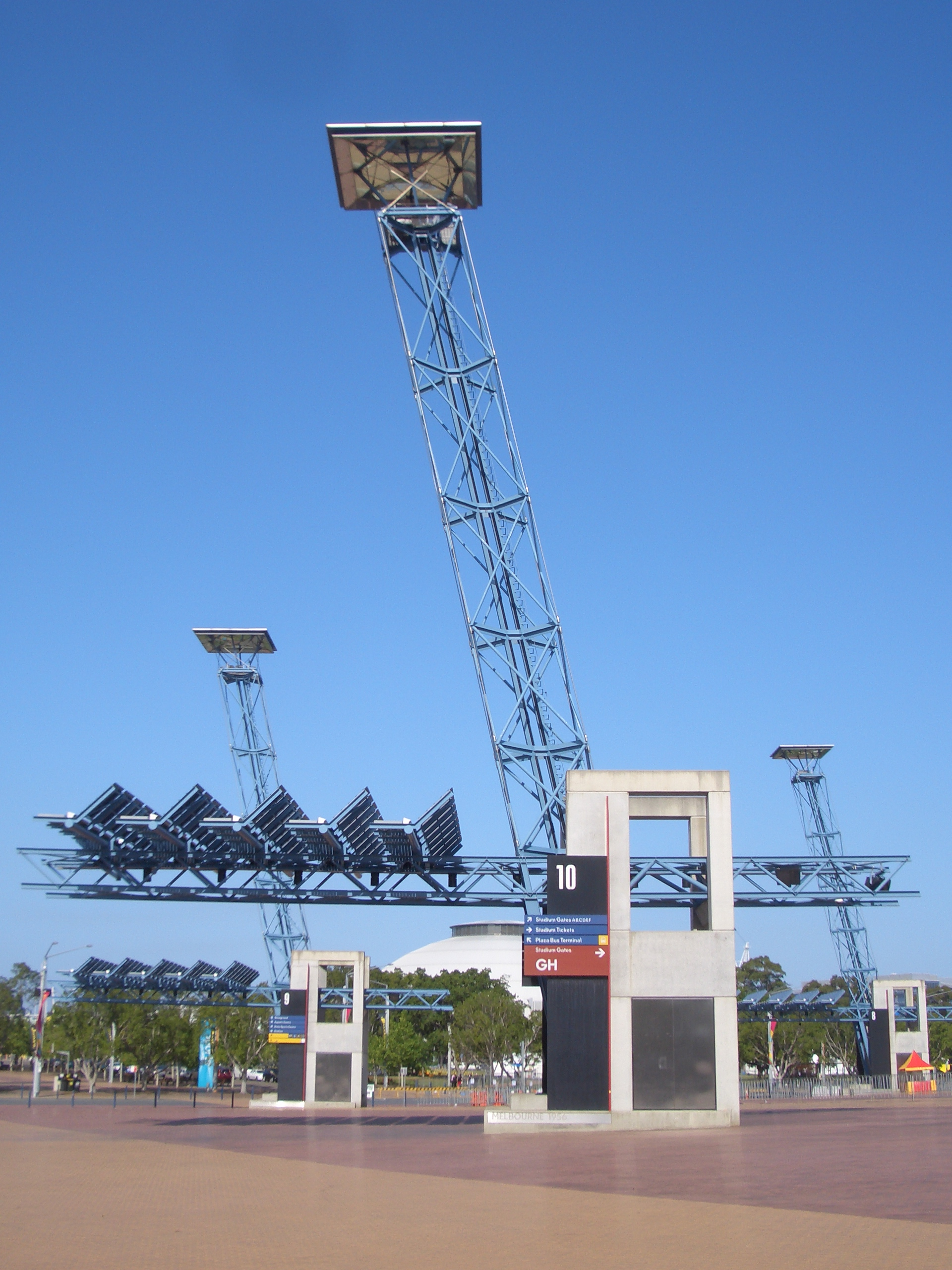
Light tower dedicata a Melbourne 1956
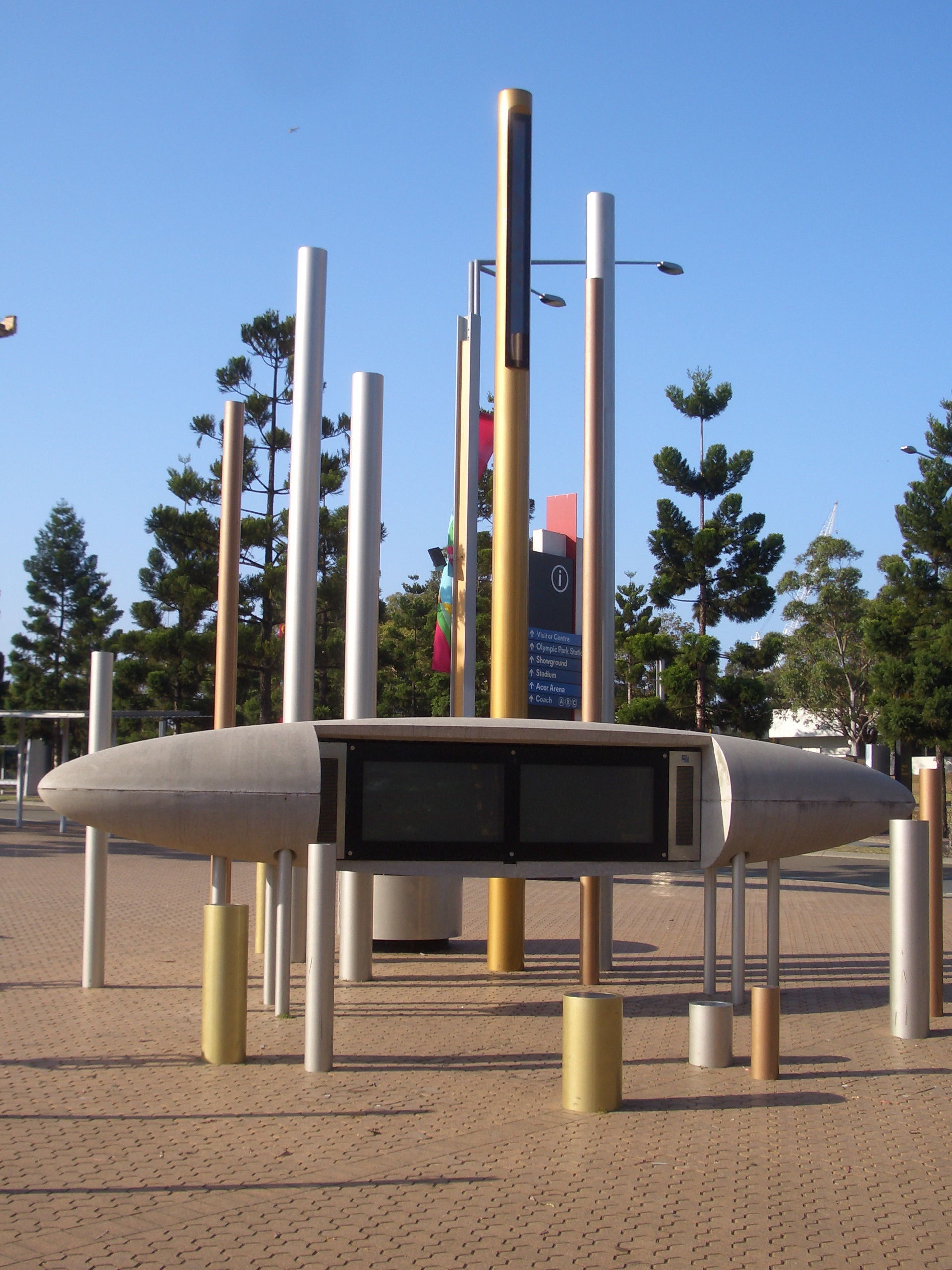
Guscio di videoschermo
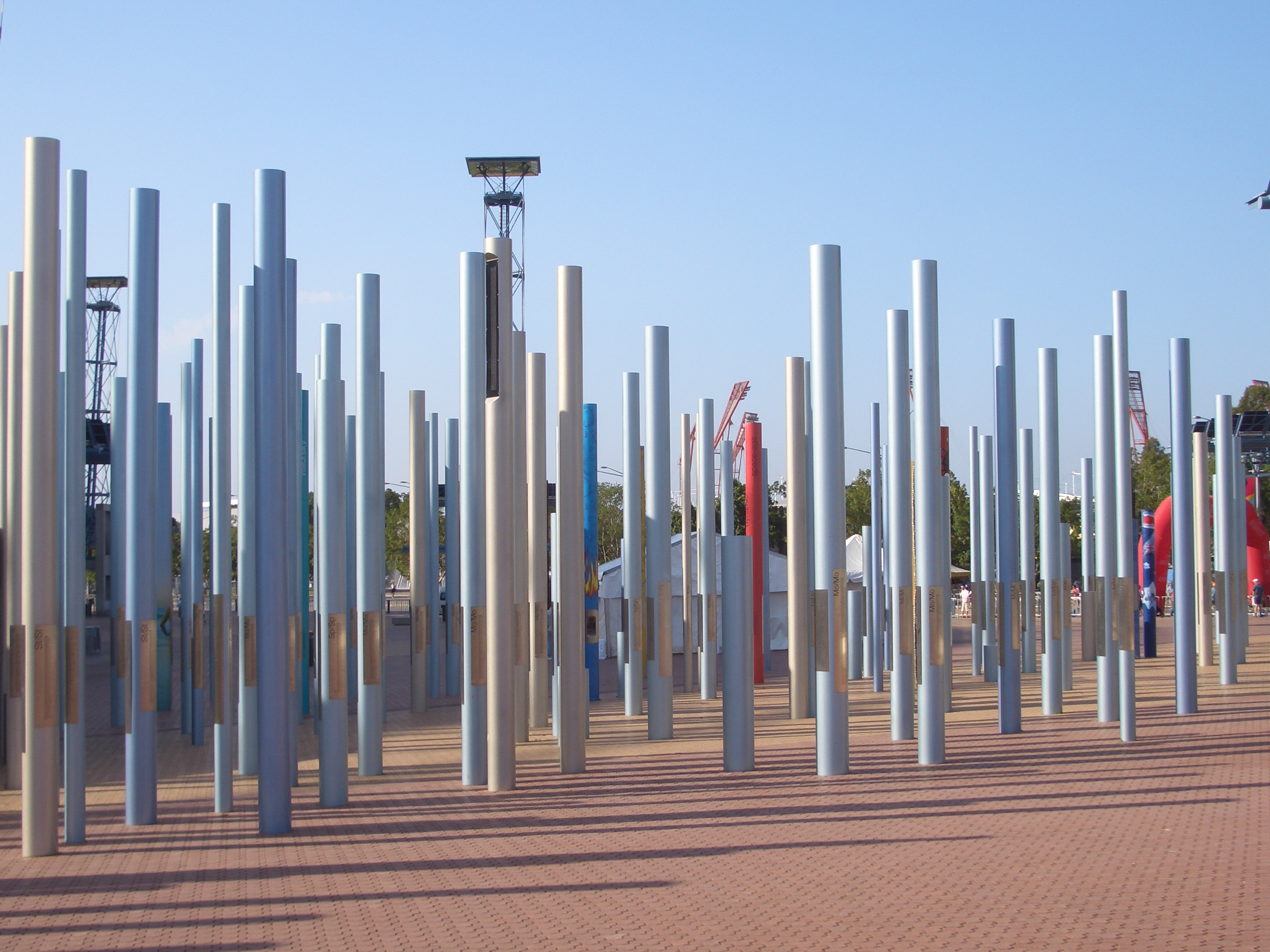
Foresta di Pali
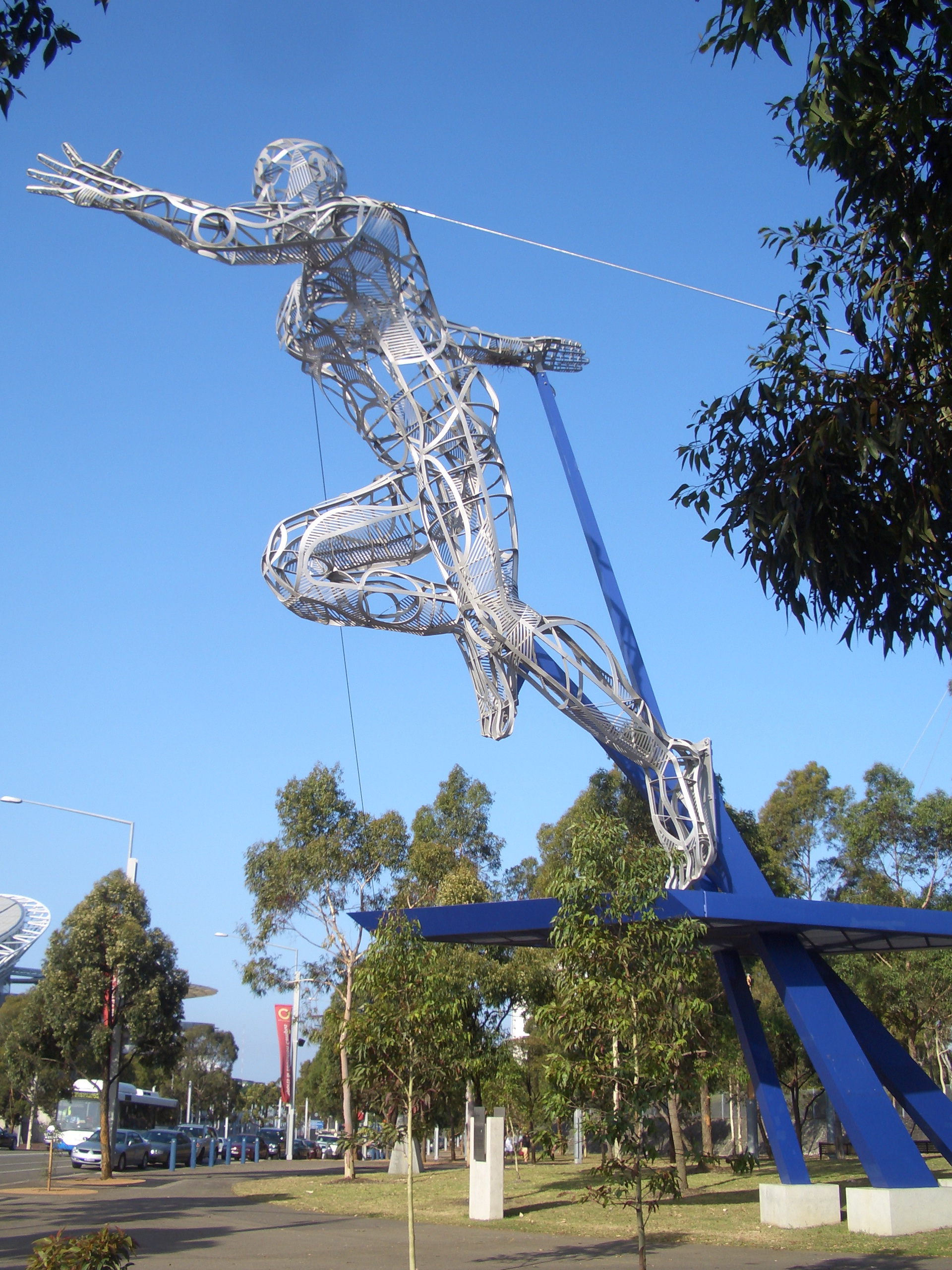
Scultura di atleta
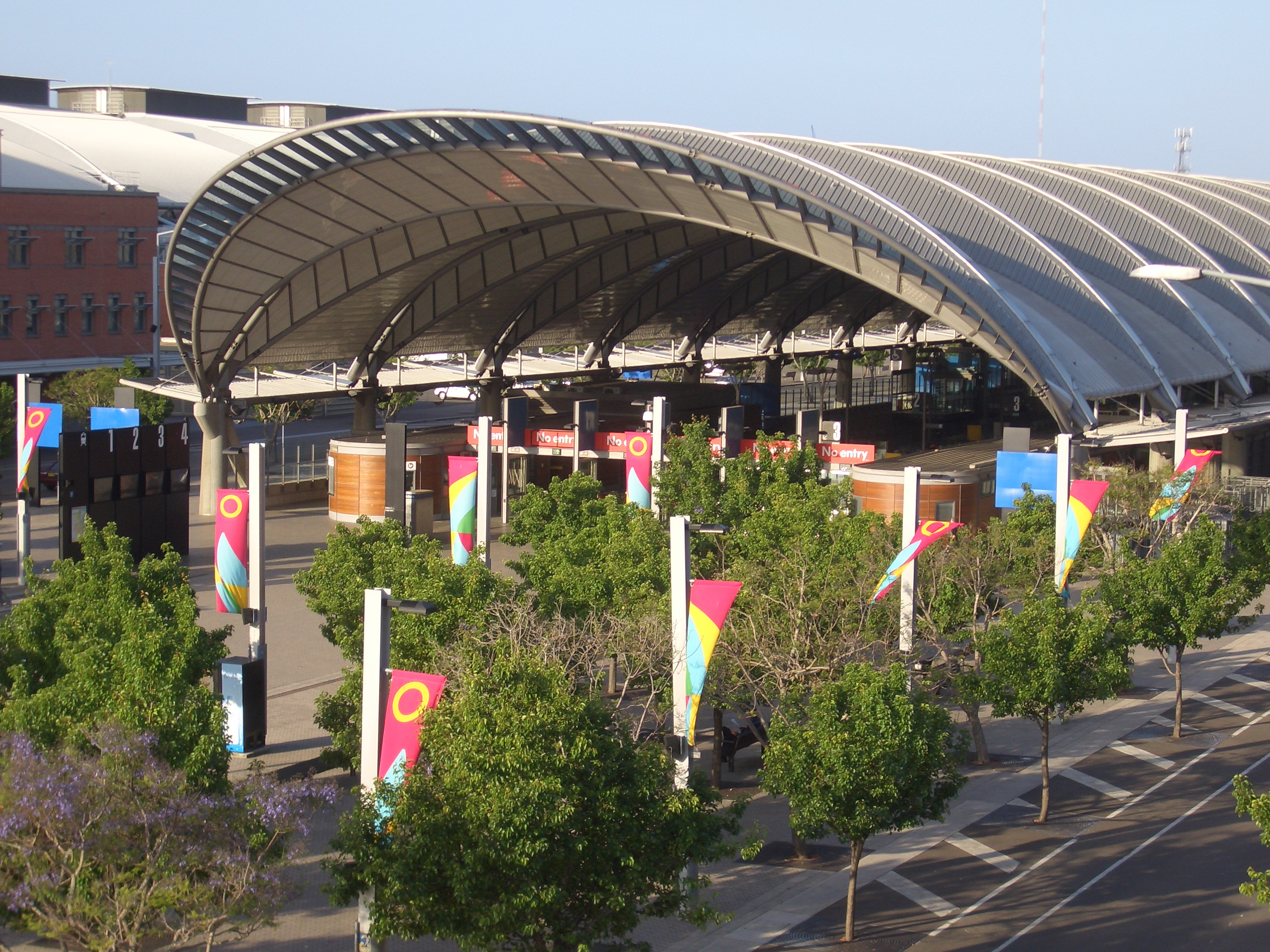
Stazione ferroviaria
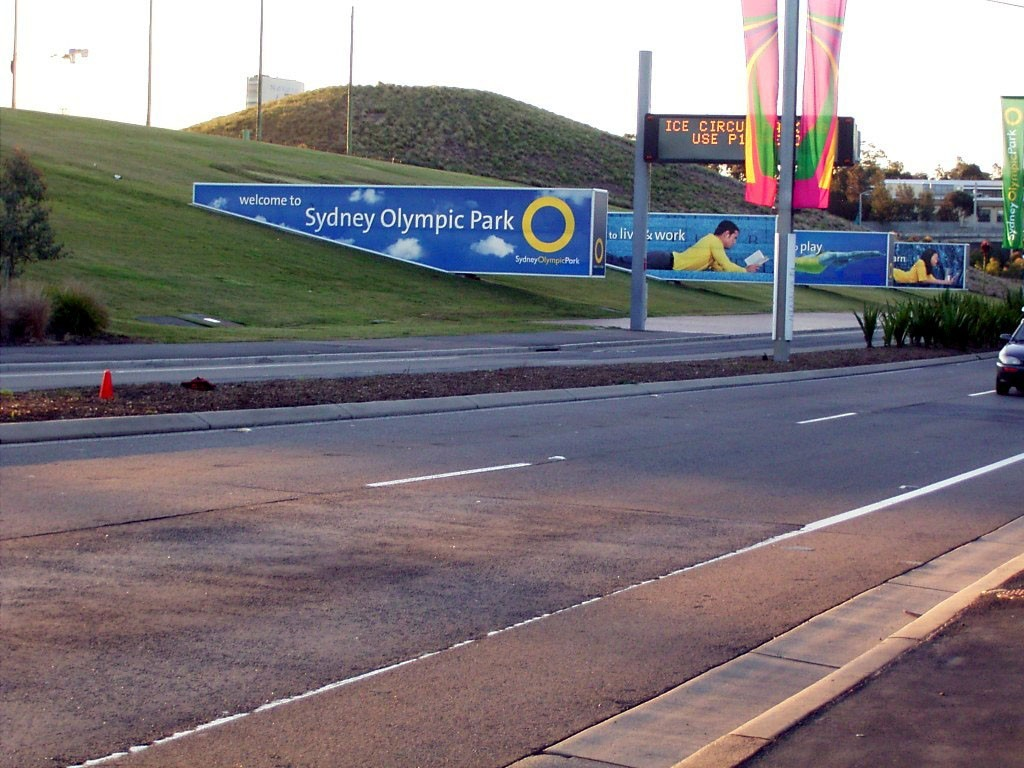
Sydney Olympic Park
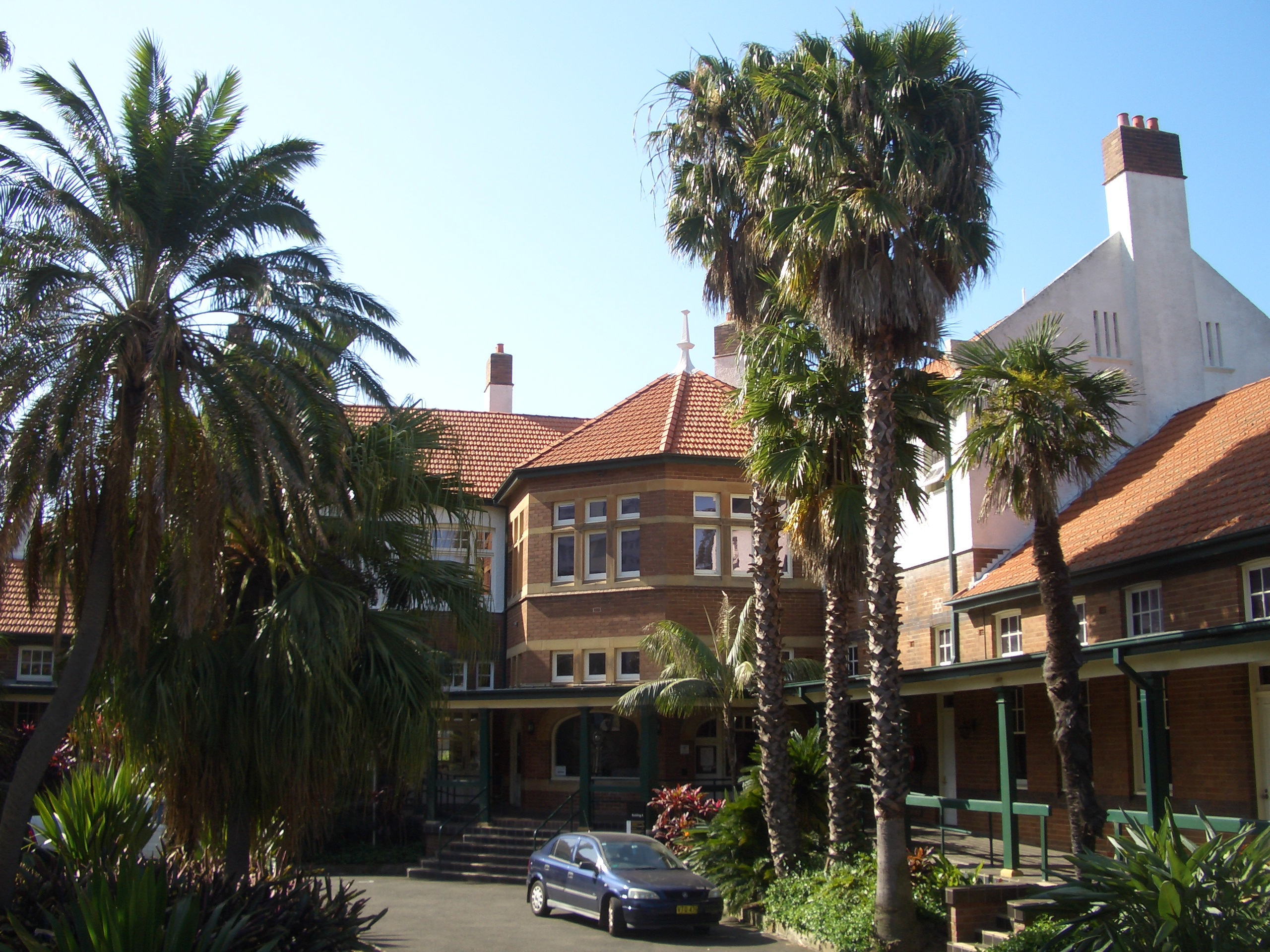
Ex-Mattatoio
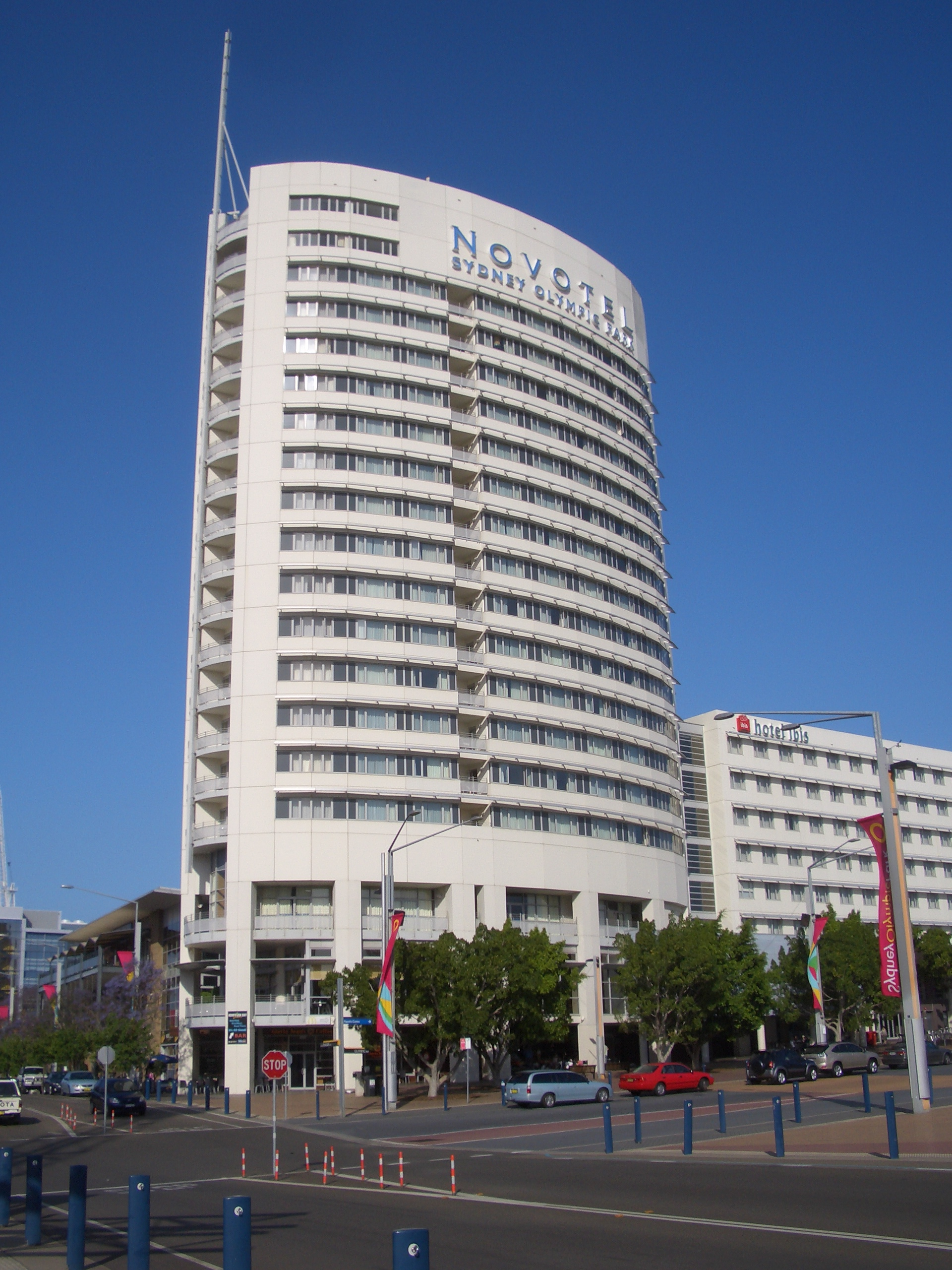
Alberghi di Homebush Bay
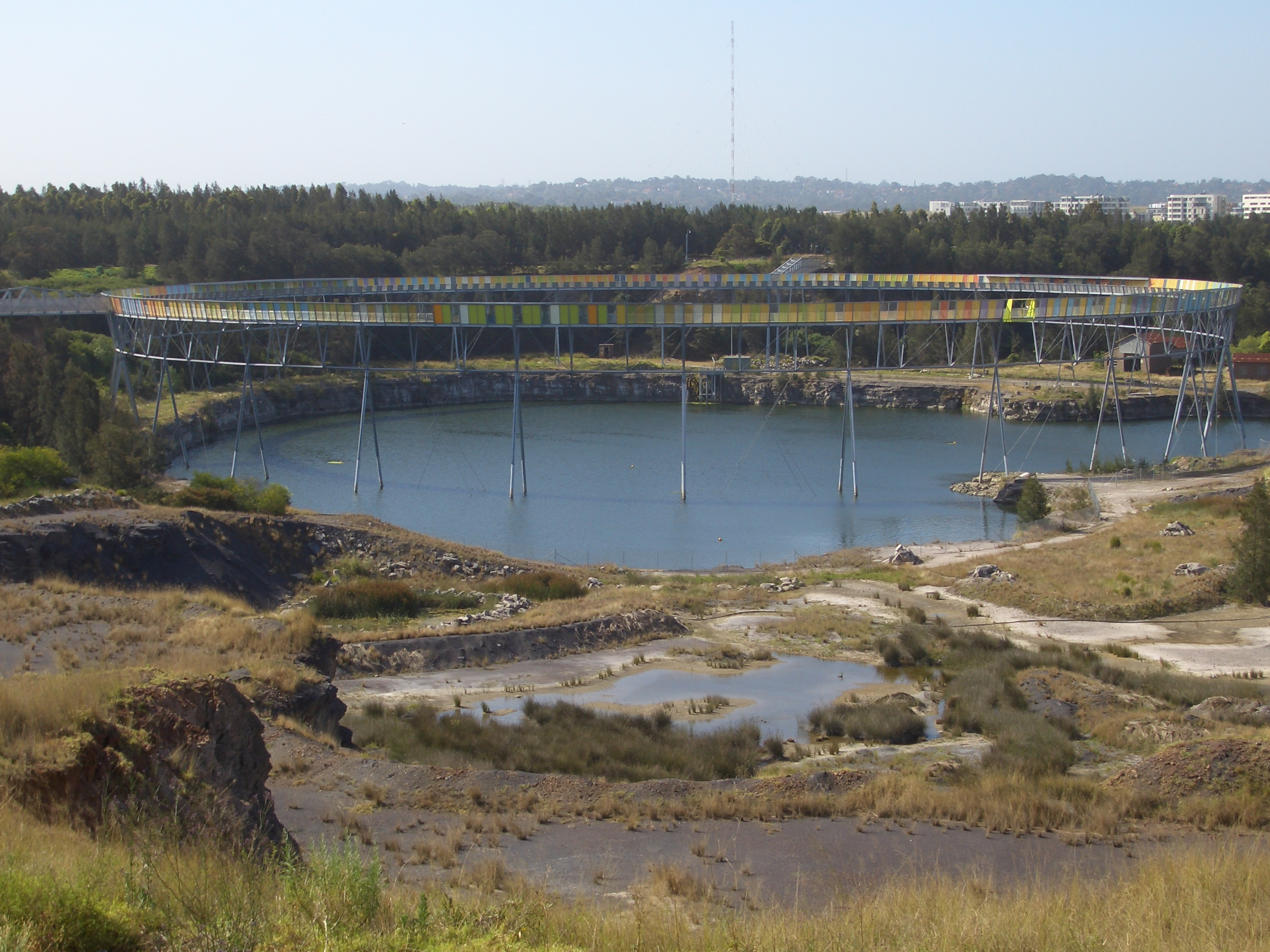
Cava di mattoni e passeggiata circolare
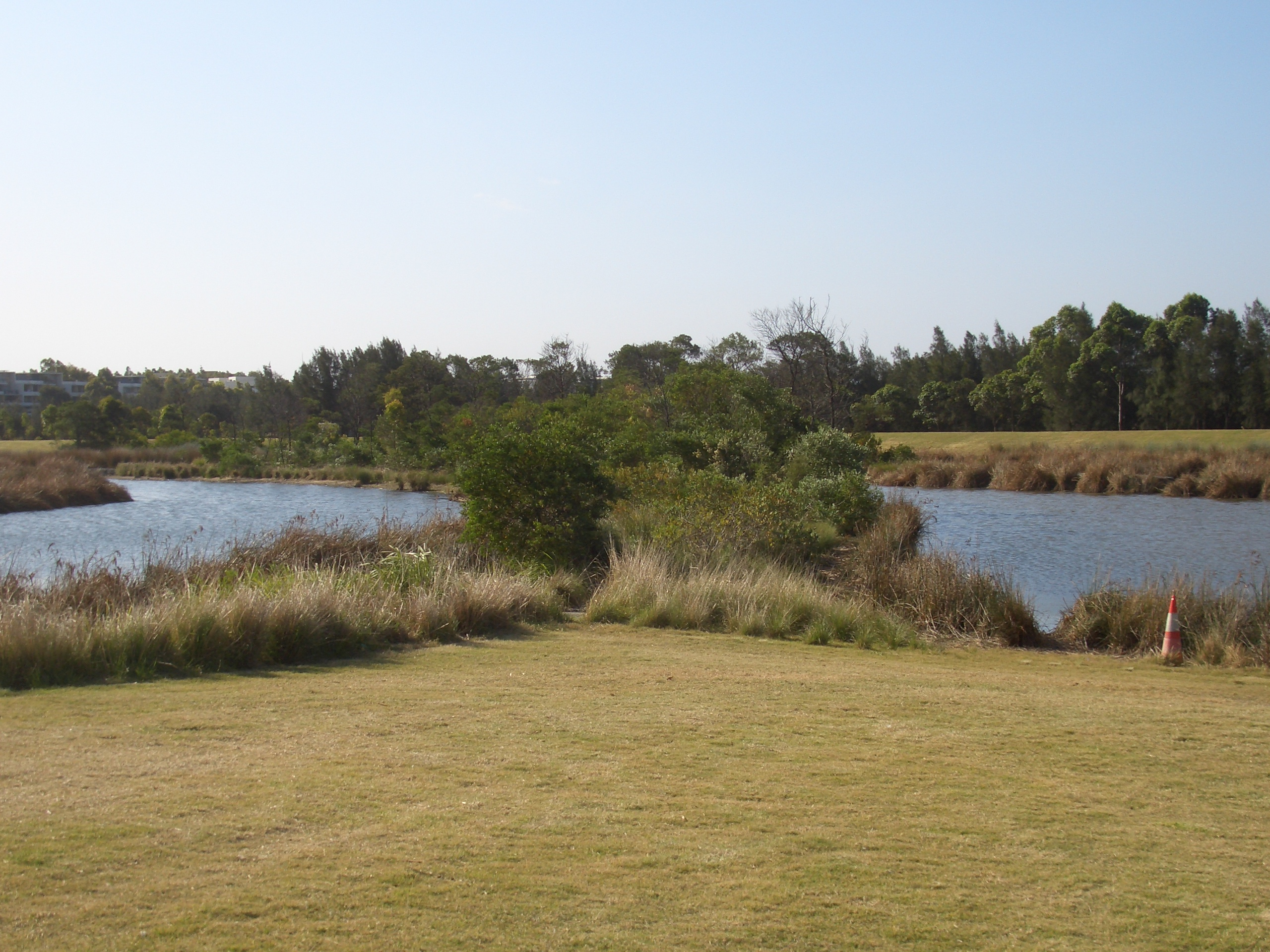
Haslams Creek
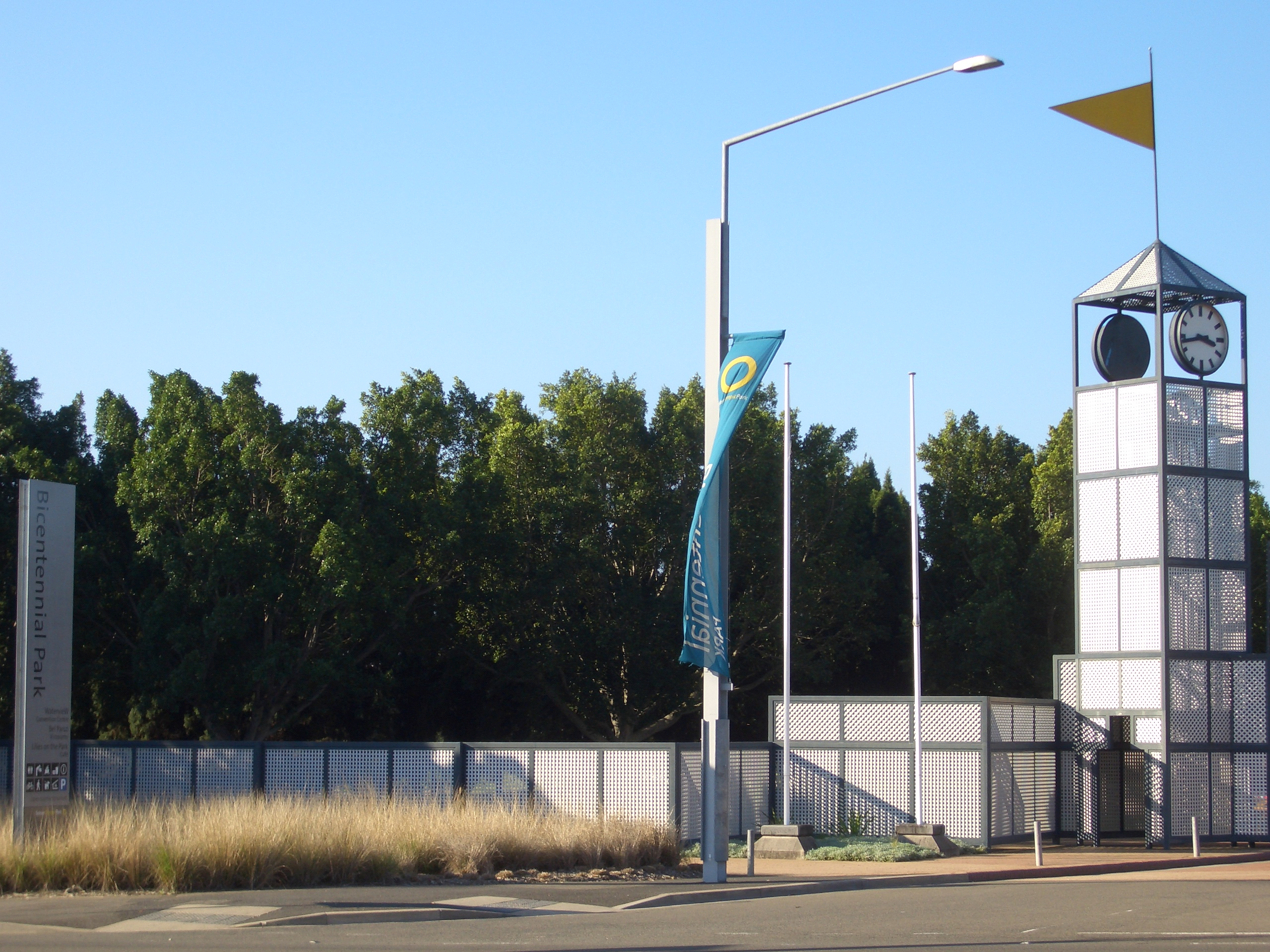
Bicentennial Park
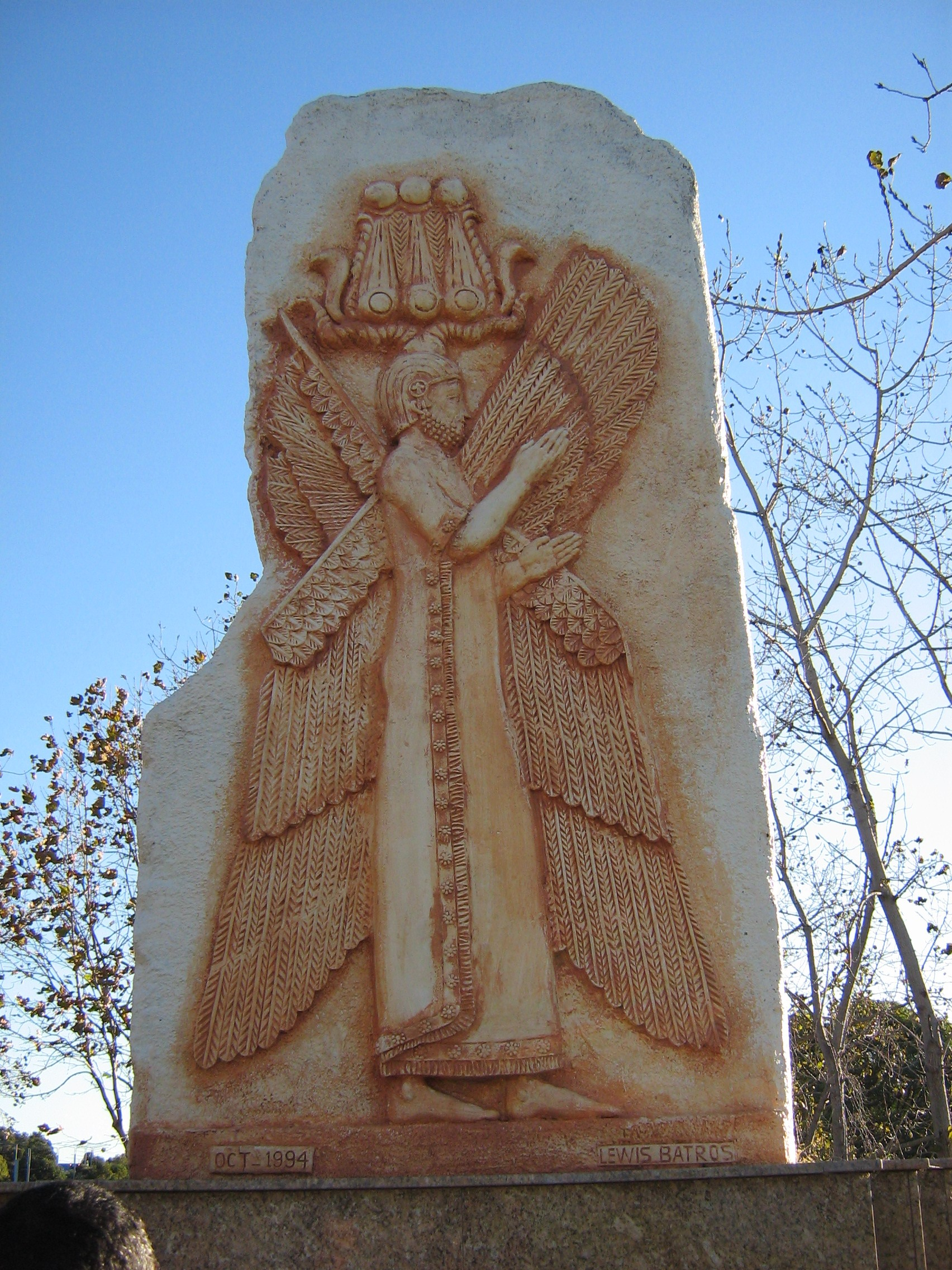
Monumento per Ciro il Grande di Persia al Bicentennial Park